# محمد نجم
محمد نجم (انگلیسی: Mohammed Najim) بازیکن فوتبال اهل عراق بود.
وی همچنین در تیم ملی فوتبال عراق بازی کرده‌است.